# عبد الله بن عباس فدا
عبد الله بن عباس فدا، أحد العلماء والأدباء الوراقون في الحجاز في القرن الرابع عشر الهجري.

## حياته العلمية والعملية
- تلقى المكي تعليمه في المدرسة الصولتية حيث التحق بها في أوائل الثلاثينات من القرن الرابع عشر.
- عمل معلمًا في المدرسة الصولتية، ومن العلوم التي درسها: الأدب والعروض والتعبير (الإنشاء) وغيرها.
- ما إن حل عام 1365هـ حتى عين المكي مديراً للمدرسة الصولتية حتى عام 1358هـ.
- انتقل بعد ذلك لإدارة مكتبة الحرم المكي الشريف.
- عمل إداريًا في مدرسة دار الأيتام.[2]

## مكانته الأدبية
يعد من أعلام الأدباء برع في الشعر والنثر والخطابة، ظهرت ميوله الأدبية منذ تدرجه في مراحل التعليم الدراسية، ويتميز بالقدرة التحليلية والفكر العلمي الواضح، والصياغة الأدبية السلسة غير المتكلفة. أما نتاجه الأدبي فلم يبق منه إلا ما كان منشوراً في صحيفة أم القرى ومجلة المنهل. وبعض قصائده التي عثر عليها بين أوراقه الخاصة.

## عمله بالوراقة
اشتغل المكي في حرفة الوراقة، وكان له مكتبة في مكة المكرمة بباب السلام الكبير، تميزت مكتبته بتنوع مجالات الكتب فيها ما بين الدين والأدب والتاريخ، وقد اهتم المكي بكتب اللغة والأدب وخاصة كتب الأدب الحديثة؛ لتماشيها مع ميوله الأدبية.
قال عنه الأستاذ عبد العزيز الرفاعي (وهو من المعاصرين له):
«ولعله أول من فتح باب استيراد الكتب الحديثة، وكان يعد من الأدباء الكتاب، وكان صديقًا للأدباء الرواد».
كما كانت مكتبته ملتقى للأدباء والعلماء والمثقفين من داخل المملكة العربية السعودية وخارجها.

## وفاته
توفي في اليوم التاسع عشر من شهر شوال عام 1369هـ.